# Kína–5
Kína–5 (JSSW–2) kínai technikai-műszaki technikai-műszaki műhold. 

## Küldetés
Tervezett feladat, világűr körülményei között tesztelni (tanulmányozni) az űreszköz működését, a földi ellenőrző, követő rendszerekkel történő kapcsolatot, valamint fotófelderítést végzett. Tesztelték az emberes űrhajó felbocsátását.

## Jellemzői
Gyártotta és üzemeltette a Kínai Tudományos Akadémia Speciális Technológia (kínaiul: 中国 空间 技术 研究院) (CAST) csoportja.
Megnevezései: Kína–5; JSSW-2 (Ji Shu Shiyan Weixing);  PRC–5 (People's Republic of China); COSPAR: 1975-119A; Kódszáma: 8488.
1975. december 16-án Közép-Kínából a Csiucsüan Űrközpontból, a LA–2B jelű indítóállványról egy kétfokozatú Feng Bao 1 (FB–1)  hordozórakétával indították alacsony Föld körüli pályára (LEO = Low-Earth Orbit). Az orbitális egység pályája 90,3 perces, 69 fokos hajlásszögű, elliptikus pálya perigeuma 186 kilométer, az apogeuma 387 kilométer volt.
Tömege 1109 kilogramm volt. Forgás-stabilizált űreszköz. Alapműszerei kozmikus sugárzás, a napszél, a mikrometeoritok, az interplanetáris anyag vizsgálatát biztosították. Műszerei, berendezései a későbbi programok alaptípusai voltak. A műszertartályt visszahozták a Földre. Energia ellátását napelemek, éjszakai (földárnyék) energia ellátását ezüst-cink akkumulátorok biztosították. Hővédelme, telemetria rendszere zavartalanul működött.
1976. január 27-én 42 nap (0,11 év) után belépett a légkörbe és megsemmisült.

## Külső hivatkozások
- Kína–5. lib.cas.cz. [2013. október 13-i dátummal az eredetiből archiválva]. (Hozzáférés: 2014. március 17.)
- Kína–5. nasa.gov. (Hozzáférés: 2014. március 17.)
- Kína–5. astronautix.com. (Hozzáférés: 2014. március 17.)
- Kína–5. astronautix.com. (Hozzáférés: 2014. március 17.)

| Elődje: Kína–4 | Kína–5 1970–1980 | Utódja: Kína–6 |